# Cutinase
Cutinase (EC 3.1.1.74) là một enzyme xúc tác phản ứng hóa học sau đây:
cutin + H2O {\displaystyle \rightleftharpoons } đơn phân cutin
Như vậy, hai cơ chất của enzyme này là cutin và H2O, còn sản phẩm của nó là các monome cutin.
Enzyme này thuộc họ hydrolase-tức họ các enzyme thủy phân, nếu chi tiết hơn thì cutinase vào nhóm các enzyme hoạt động trên các liên kết este carboxylic. Tên hệ thống của lớp enzyme này là cutin hydrolase.
Các phần tiếp xúc với không khí ở thực vật được bảo vệ bởi lớp biểu bì bao gồm một hợp chất cấu trúc polyme không hòa tan, gọi là cutin, một polyeste bao gồm các axit béo hydroxy và hydroxyepoxy. Những loại nấm gây bệnh thực vật sẽ tạo ra các enzyme phân hủy ngoại bào , những enzyme này đóng một vai trò quan trọng trong quá trình gây bệnh. Những enzyme này có bao gồm cả cutinase, giúp thủy phân cutin, tạo điều kiện cho nấm xâm nhập qua lớp biểu bì. Ức chế enzyme này có thể ngăn ngừa nhiễm nấm vì lớp biểu bì bảo vệ không bị "đục thủng". Các monome cutin giải phóng từ lớp biểu bì do bị phân hủy bởi một lượng nhỏ cutinase trên bề mặt bào tử nấm có thể làm tăng đáng kể lượng cutinase tiết ra bởi bào tử, cơ chế này đến nay ta vẫn chưa rõ.
Cutinase là một estease serine chứa bộ ba thủy phân Ser cổ điển là: Ser, His, Asp. Protein thuộc về lớp alpha-beta, với một phiến gấp beta trung tâm gồm 5 sợi song song được bao phủ bởi 5 xoắn ở hai bên của tấm. Trung tâm hoạt động được bao phủ một phần bởi 2 cầu nối nhỏ được hình thành bởi các chuỗi bên amino acid, ngược lại với nắp kị nước mà các lipase khác sở hữu. Protein cũng chứa 2 cầu disulfide, cần thiết cho hoạt động, nếu cắt 2 cầu này thì chúng sẽ mất hoàn toàn hoạt tính của enzyme. Hai loại protein khác giống như cutinase (MtCY39.35 và MtCY339.08c) đã được tìm thấy trong hệ gen của vi khuẩn Mycobacterium tuberculosis.